# Night Life (альбом Outsidaz)
Night Life — дебютный мини-альбом рэп-группы Outsidaz, выпущен 18 января 2000 года на лейбле Rufflife Records, производством занимались Az Izz, Jim Jonsin, Pacewon, Rah Digga и Young Zee. Альбом достиг относительного успеха, заняв 67 место в Top R&B/Hip-Hop Albums и 19 место в Top Heatseekers. «The Rah Rah» был единственным синглом в альбоме.

## Список композиций
1. «Don’t Look Now»
2. «The Rah Rah»
3. «Fuck Y’all Niggaz» (совместно с Rah Digga)
4. «Rush Ya Clique» (совместно с Эминемом)
5. «Money, Money, Money»
6. «It’s Goin’ Down»
7. «Night Life»